# Callipseustes variegata
Callipseustes variegata är en fjärilsart som beskrevs av Max Joseph Bastelberger 1908. Callipseustes variegata ingår i släktet Callipseustes och familjen mätare. Inga underarter finns listade i Catalogue of Life.